# 普拉納山
42°31′N 23°26′E / 42.517°N 23.433°E

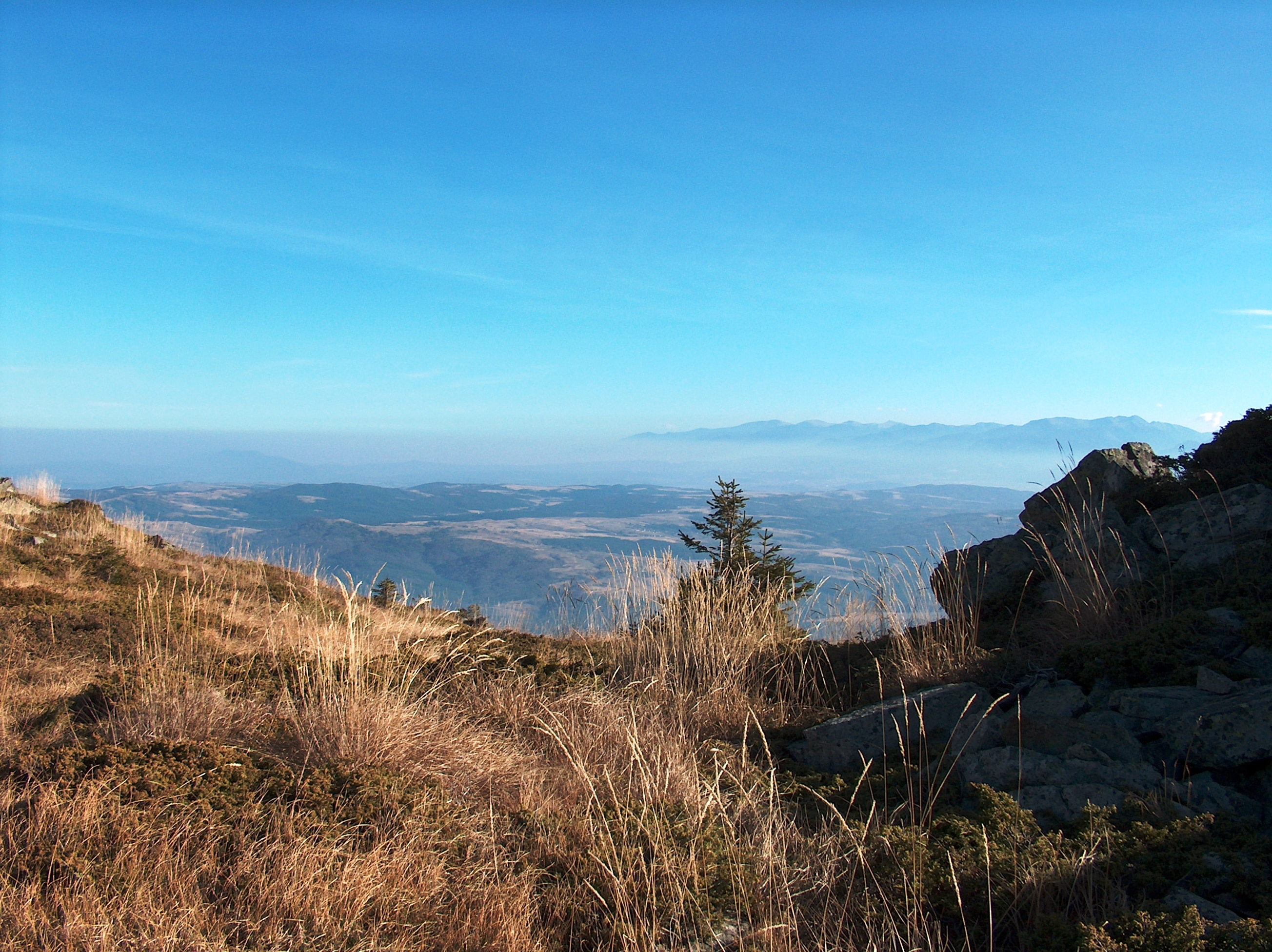

普拉納山是保加利亞的山峰，位於該國西部，處於索菲亞市州，東面是伊斯克爾河，最高點海拔高度1,338米，山體由結晶岩和沉積岩組成。